# Joan de Peralta
|  | Per a altres significats, vegeu «Joan de Peralta (militar)». |

Joan de Peralta (? - 1505) fou un religiós, fill d'una família de la noblesa catalana, senyors de Castellet del Penedès, va ocupar diversos càrrecs religiosos, fins que va ser nomenat abat del monestir de Montserrat en 1483, càrrec que exercí fins al 1493, en què fou nomenat bisbe de Vic, també fou President de la Generalitat de Catalunya en el període 1491 - 1494.
Com a president de la Generalitat fou directament nomenat per Ferran el Catòlic, representat en aquest acte pel lloctinent de Catalunya, l'infant Enric II d'Empúries. Els diputats de l'anterior trienni ja havien estat assignats directament, després que el rei Ferran suspengués el procediment electiu de diputats, el 22 de juliol de 1488). Pel que fa al sistema d'elecció de diputats, el rei volia recuperar la credibilitat de les institucions i no volia fer assignacions directes com als darrers dos triennis, per la qual cosa, introdueix un nou sistema d'insaculació que s'aprovà a les corts de Barcelona (1493), a les quals assistí Joan de Peralta.
Durant el seu mandat al front de la Generalitat, es va produir la conquesta de Granada i l'ordre reial de l'expulsió dels jueus. Aquest fet va implicar a la Diputació del General que va disposar vaixells a les platges de Barcelona per deportar a uns 10.000 jueus provinents d'Aragó, València i Catalunya. També durant la seva presidència el rei Ferran el Catòlic va patir un atemptat a Barcelona (7 de desembre de 1492) per part del remença Joan de Canyamars que va ser detingut i esquarterat públicament. Va continuar amb el càrrec de bisbe de Vic fins a la seva mort en 1505.

## Obres
- Missale secundum morem et consuetudinem Vicensis dioecesis (1496)
- Manà imprimir el Missal de Vic i volia imprimir també el Breviari.